# Миядзаки, Рё
Рё Миядзаки  (яп. 宮崎 亮 миядзаки рё:), род. 20 августа 1988 года в Ота, Гумма, Япония) — японский боксёр-профессионал, выступающий в первой наилегчайшей (Light flyweight) (до 48,9 кг) весовой категории. Чемпион мира (по версии WBA, 2012—2013.).